# Cipelem
Cipelem is een bestuurslaag in het regentschap Brebes van de provincie Midden-Java, Indonesië. Cipelem telt 7766 inwoners (volkstelling 2010).